# Dubbelspel (honkbal)

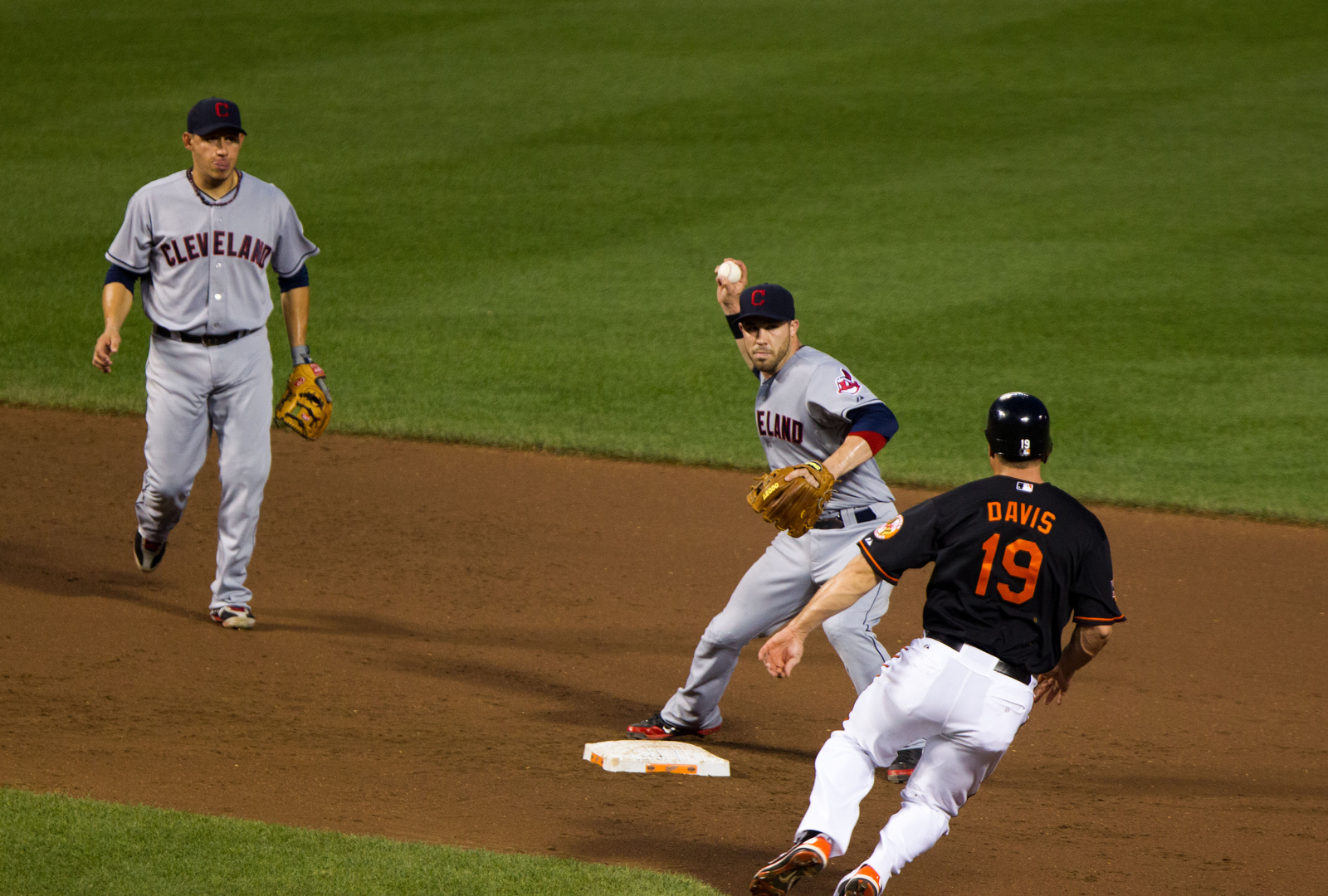
De tweede honkman stapt op het honk en gooit de bal naar het eerste honk voor een dubbelspel

In het honkbal en het softbal is een dubbelspel het uit tikken of branden van twee spelers in één spelmoment. Een dubbelspel is alleen mogelijk wanneer er minimaal één speler op een van de honken staat, anders kan er immers maar één speler uit worden gemaakt.

## Voorbeelden
Een aantal manieren waarop een dubbelspel kan worden uitgevoerd, er vanuit gaande dat er een honkloper op het eerste honk staat:
- De slagman slaat de bal over de grond
  - Naar een binnenvelder of de werper, die de bal naar een binnenvelder bij het tweede honk gooit. De binnenvelder bij het tweede honk (doorgaans de tweede honkman of de korte stop) stapt met de bal op het tweede honk, waardoor de honkloper komende vanaf het eerste honk uit is. De veldspeler die met de bal op het tweede honk stapte gooit vervolgens de bal naar het eerste honk, waar de eerste honkman of de werper de bal met een voet op het eerste honk vangt. De slagman is uit.
  - Naar de eerste honkman, die met de bal op het eerste honk stapt. De slagman is uit, maar de honkloper die van het eerste naar het tweede honk loopt kan niet meer uit worden gebrand door met de bal op het tweede honk te stappen. De eerste honkman gooit de bal naar een veldspeler in de buurt van het tweede honk (meeste de korte stop of de tweede honkman), waarna deze veldspeler de honkloper tikt met de bal. De honkloper is uit.
- De slagman slaat de bal de lucht in
  - Naar de eerste honkman, die de bal vangt waardoor de slagman uit is. Vervolgens stapt de eerste honkman op het eerste honk, waardoor de honkloper (die is vertrokken naar het tweede honk) uit is. Wanneer een bal zonder de grond of een andere veldspeler te raken wordt gevangen, dan moet een honkloper eerst het honk waar hij vandaan komt (in dit geval het eerste honk) aanraken voordat hij naar het volgende honk mag lopen. Raakt een veldspeler met de bal eerder het honk aan, dan is de honkloper uit.
  - Naar een buitenvelder, die de bal vangt. De slagman is uit. De honkloper vertrekt vanaf het eerste honk zodra de bal is gevangen, waarop de buitenvelder de bal naar een veldspeler in de buurt van het tweede honk gooit, waar de honkloper naar onderweg is. De bal bereikt de veldspeler en deze weet de honkloper te tikken voordat de honkloper het tweede honk bereikt. De honkloper is uit.
- De slagman gaat uit met drie slag
  - De honkloper probeert het tweede honk te stelen, waarop de achtervanger de bal naar de tweede honkman of korte stop bij het tweede honk gooit. De veldspeler weet de honkloper met de bal te tikken. Daarop is de honkloper uit.